# Aldo Cazzullo

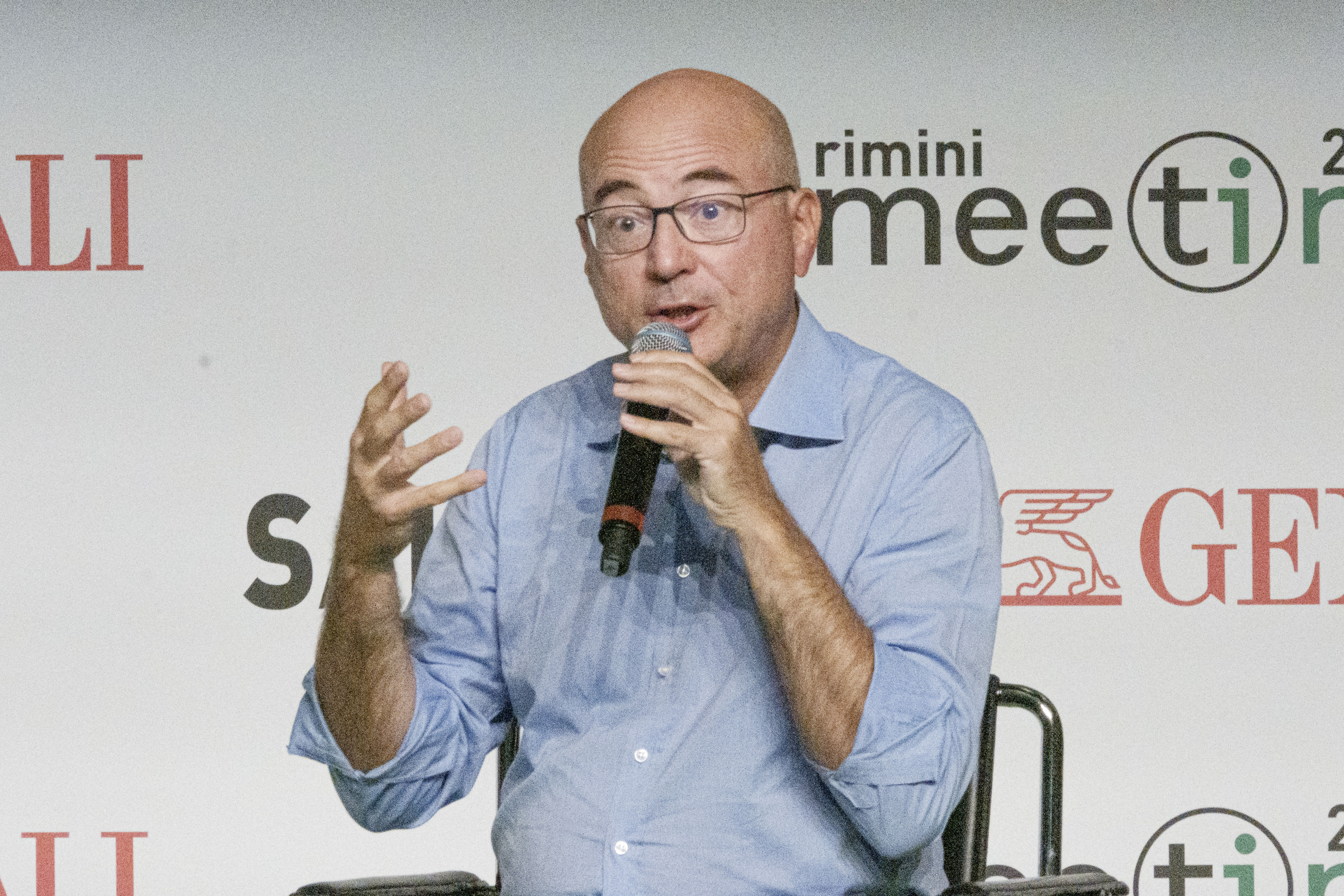
Aldo Cazzullo (2022)

Aldo Cazzullo (geboren 17. September 1966 in Alba) ist ein italienischer Journalist und Schriftsteller.

## Leben
Aldo Cazzullo begann 1988 als Volontär bei der Zeitung La Stampa. Seit 2003 arbeitet er als leitender Redakteur beim Corriere della Sera.
Cazzullo wohnt seit 1998 in Rom, er ist verheiratet und hat zwei Söhne.

## Schriften (Auswahl)
- Il mal francese. Rivolta sociale e istituzioni nella Francia di Chirac. Turin: Ediesse, 1996
- I ragazzi di via Po. Mailand: Mondadori 1997
- I ragazzi che volevano fare la rivoluzione. Storia critica di Lotta Continua 1968–1978.  Mailand: Mondadori 1998; Sperling & Kupfer, 2008
- Mit Edgardo Sogno: Testamento di un anticomunista. Dalla Resistenza al golpe bianco.  Mailand: Mondadori 2000; Sperling & Kupfer, 2010
- I Torinesi. Laterza, 2002
- Il caso Sofri. Dalla condanna alla "tregua civile".  Mailand: Mondadori 2004
- Mit Vittorio Messori: Il mistero di Torino.  Mailand: Mondadori 2004
- I grandi vecchi.  Mailand: Mondadori 2006
- Italia-Germania 2 a 0. Diario di un mese mondiale. Fazi, 2006
- Outlet Italia : viaggio nel paese in svendita.  Mailand: Mondadori 2007
- L’Italia de noantri. Come siamo diventati tutti meridionali.  Mailand: Mondadori 2009
- La vita buona. Interview mit Angelo Scola. Edizioni Messaggero di Sant’Antonio, 2010
- Viva l'Italia!. Risorgimento e resistenza . Perché dobbiamo essere orgogliosi della nostra nazione. Vorwort Francesco De Gregori.  Mailand: Mondadori 2010
- La mia anima è ovunque tu sia. Un delitto, un tesoro, una guerra, un amore. Romanzo.  Mailand: Mondadori 2011
  - Bitter im Abgang : Kriminalroman. Übersetzung Petra Kaiser. München: Beck 2014
- L’Italia s’è ridesta. Viaggio nel Paese che resiste e rinasce.  Mailand: Mondadori 2012
- Basta piangere! Storie di un’Italia che non si lamentava.  Mailand: Mondadori 2013
- La guerra dei nostri nonni. 1915-1918. Storie di uomini, donne, famiglie.  Mailand: Mondadori 2014
- Possa il mio sangue servire. Uomini e donne della resistenza. Mailand: Rizzoli 2015
- Quando eravamo i padroni del mondo. Roma: l'impero infinito, Milano: HarperCollins, 2023
  - Ewiges Imperium. Wie das Römische Reich die westliche Welt prägt. Aus dem Italienischen von Thomas Stauder und Andreas Thomsen. Hamburg: HarperCollins, 2024